# Litsea chunii
Litsea chunii är en lagerväxtart som beskrevs av Wan Chun Cheng. Litsea chunii ingår i släktet Litsea och familjen lagerväxter. Utöver nominatformen finns också underarten L. c. likiangensis.